# Stefan Białas
Pour les articles homonymes, voir Bialas.
Stefan Białas est un footballeur et entraîneur polonais, né le 8 décembre 1948 à Siemianowice Śląskie.

## Biographie
Formé au club polonais du Ruch Chorzów, ce milieu de terrain talentueux, et brillant technicien, joue aussi pour le Śląsk Wrocław et le Legia Varsovie, avant de poursuivre sa carrière de joueur en France, où il évolue à Gueugnon, Besançon, Nœux-les-Mines, Paris FC, Compiègne et Creil.
Il entame une carrière d’entraîneur où il passe par Compiègne, Creil (en tant qu’entraîneur-joueur), Beauvais, Stade tunisien, Legia Varsovie et KS Cracovia.

## Carrière de joueur
- 1966-1968 : Ruch Chorzów  Pologne
- 1968-1972 : Śląsk Wrocław  Pologne
- 1972-1977 : Legia Varsovie  Pologne
- 1977-1978 : Gueugnon  France
- 1978-1980 : Besançon  France
- 1980-1981 : Nœux-les-Mines  France
- 1981-1982 : Paris FC  France
- 1982-1983 : Compiègne  France
- 1983-1985 : AS Creil  France[1]

## Carrière d'entraineur
- 1982-1983 : Compiègne  France
- 1983-1985 : AS Creil  France
- 1986-1988 : Beauvais  France
- 1996-1997 : Stade tunisien  Tunisie
- 1997-1998 : Legia Varsovie  Pologne
- 1999-2000 : Club sportif sfaxien  Tunisie
- 2005-2007 : KS Cracovia  Pologne
- 2007-2008 : Jagiellonia  Pologne
- 2010-     : Legia Varsovie  Pologne